# Réserve naturelle du Svalbard Nord-Est
La réserve naturelle du Svalbard Nord-Est — en norvégien : Nordaust-Svalbard Naturreservat — est une réserve naturelle de Norvège située dans l'archipel du Svalbard et englobant la côte nord-est du Spitzberg, la terre du Nord-Est, l'île Blanche (l'île la plus orientale du Svalbard) et l'archipel des Sjuøyane, les îles les plus septentrionales du Svalbard avec l'île Charles-XII. Créée le 1er juillet 1973, la réserve s'étend sur 55 354 km2, dont 18 663 km2 de surface terrestre.